# Карол Абрас
Карол Абрас (*11 серпня 1987, Сан-Паулу, Бразилія) — бразильська акторка.

## Вибіркова фільмографія
- Белліні та диявол (2008)
- Блакитна кров (2014)
- Габрієль і гора (2017) — Кріс